# Masacres en Guatemala
Las masacres en Guatemala se refieren a eventos bélicos contra pobladores civiles, las cuales han sido perpetradas durante varios períodos de la historia de Guatemala.  Estos hechos acontecieron durante la conquista y colonia españolas, durante el régimen conservador de los 30 años de Rafael Carrera, durante los gobiernos liberales entre 1871 y 1944, y más recientemente durante la agudización de la Guerra Civil de Guatemala entre 1978 y 1983.

## Conquista española: Impacto de las enfermedades europeas
Durante la conquista española, las epidemias que fueron accidentalmente introducidas incluyeron viruela, sarampión y gripe. Estas enfermedades, junto con tifus y fiebre amarilla, tuvieron un gran impacto sobre las poblaciones mayas. Epidemias catastróficas diezmaron los ejércitos y las poblaciones, incluso antes de que se libraron las primeras batallas. Se estima que 90% de la población indígena había perecido en las epidemias que azotaron la región en el primer siglo después del contacto con los europeos.
En 1519 y 1520, antes de la llegada de los españoles en la región, una serie de epidemias recorrió el sur de Guatemala. Mientras que los españoles estaban ocupados con el derrocamiento del imperio azteca, una terrible plaga ya golpeó Iximché, la capital cakchiquel. La ciudad de Q'umarkaj, capital de los quichés, también pudo haber sufrido de la misma epidemia, y es probable que la misma combinación de viruela y plaga pulmonar recorrió todo el altiplano guatemalteco.  Basado en el conocimiento moderno del impacto de estas enfermedades sobre poblaciones que no fueron expuestas previamente, se estima que 33-50% de la población del altiplano hubiera perecido como consecuencia de la epidemia. El nivel de población en el altiplano de Guatemala no se recuperó al estado anterior a la conquista hasta mediados del siglo XX.

## Conquista de El Petén
A la hora del derrocamiento de Nojpetén en 1697, se estima que 60.000 mayas vivían alrededor del lago Petén Itzá, incluyendo un gran número de refugiados procedentes de otras áreas. Se estima que el 88% de ellos murieron durante los primeros diez años de dominio colonial, debido a los efectos de las enfermedades y la guerra.

## Estado de los Altos

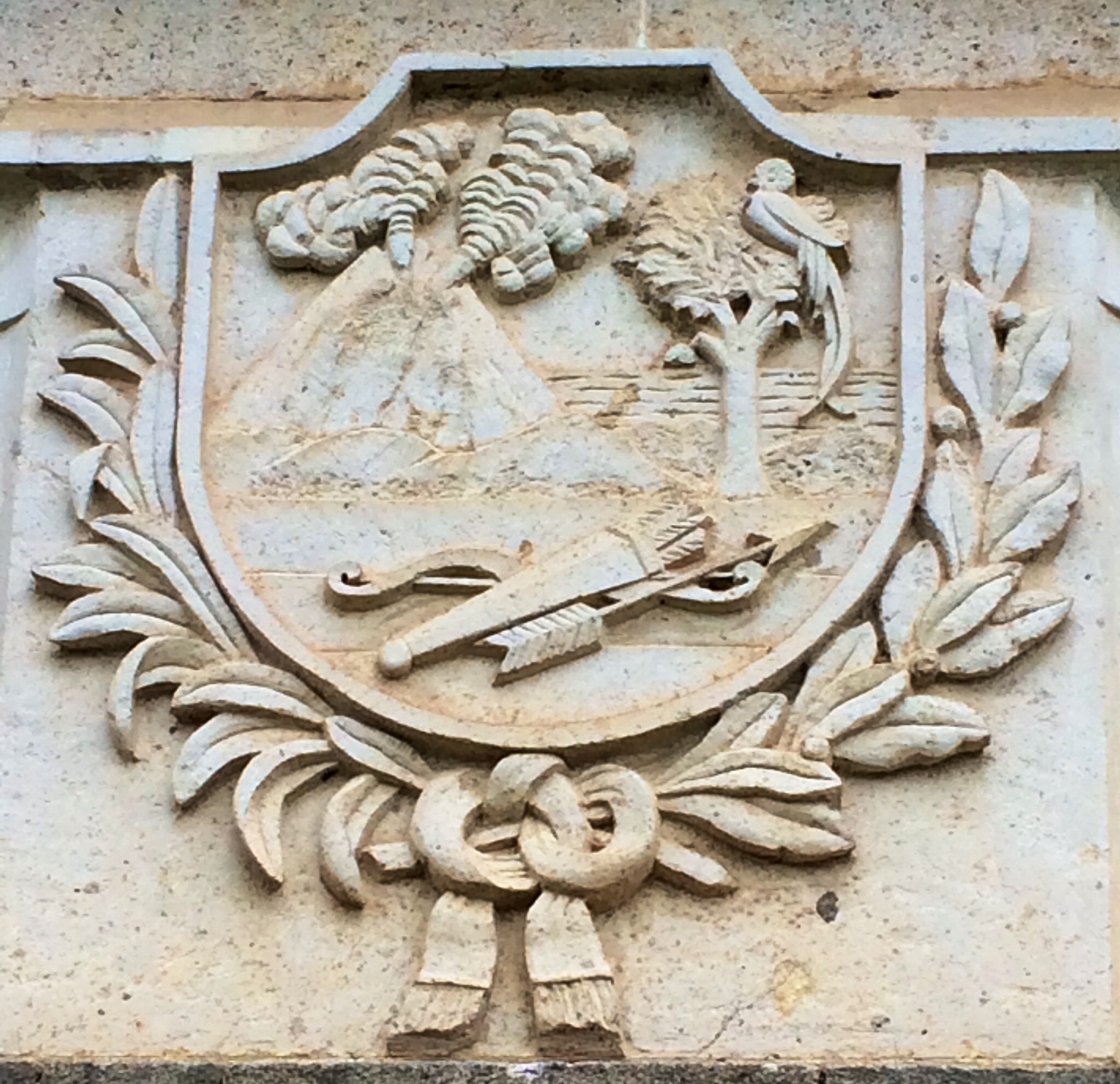
Escudo del Estado de los Altos esculpido en piedra en la tumba de los héroes altenses en el Cementerio de Quetzaltenango.

En 1839, tras el triunfo conservador en Guatemala, los liberales se refugiaron en los estados occidentales y formaron el llamado Estado de los Altos, el cual fue reconocido por la Federación Centroamericana, a quien no le convenía un estado conservador dentro de la Federación.
Los liberales en Los Altos empezaron a criticar duramente al gobierno conservador de Mariano Rivera y Paz; tenían incluso su propio periódico:  El Popular, que contribuyó a las duras críticas. Además, existía el hecho de que Los Altos era la región con mayor producción y actividad económica del antiguo Estado de Guatemala; sin Los Altos, los conservadores perdían muchos de los méritos que sostenían al Estado de Guatemala en la hegemonía de Centroamérica.  Entonces, el gobierno del estado de Guatemala intentó llegar a una solución pacífica, pero los altenses, amparados en el reconocimiento del congreso de la Federación Centroamericana no la aceptaron;  el gobierno de Guatemala entonces recurrió a la fuerza, enviando al general en jefe del Ejército conservador Rafael Carrera a someter a los Altos.
Carrera venció al general Agustín Guzmán y luego entró a Quetzaltenango, en donde impuso un régimen conservador duro y hostil para los altenses.  Finalmente, tras la derrota de los secesionistas, el general Guzmán, y el jefe del Estado de Los Altos, Marcelo Molina, fueron enviados a la capital de Guatemala, en donde fueron exhibidos como trofeos de guerra durante un destile triunfal el 17 de febrero de 1840; en el caso de Guzmán, engrilletado, con heridas aún sangrantes, y montado en una mula.

### Aniquilación definitiva del Estado de Los Altos
Cuando Guzmán llegó a Quetzaltenango con la noticia de que Morazán había triunfado en la ciudad de Nueva Guatemala de la Asunción, la élite criolla liberal de la ciudad declaró nuevamente vigente el Estado de Los Altos. Carrera, envió al militar salvadoreño Francisco Malespín a avisar a las comunidades k'iche' y k'achikel que se prepararan nuevamente a combatir a los criollos quetzaltecos, y luego salió para Quetzaltenango decidido a escarmentar a los liberales quetzaltecos. Al conocer esta noticia, la mayoría de los miembros del cabildo salió huyendo y los pocos que quedaron quisieron retractarse y pedir perdón por haber tratado de formar el estado nuevamente. Pero mientras los indígenas de la región perseguían a los criollos que huyeron, Carrera apresó a los miembros del cabildo que se habían quedado y luego los mandó a fusilar, a pesar de que la población altense que murmuraba «¡Masacre! ¡Masacre!» Como resultado, los criollos liberales quedaron debilitados y mermados, y conservadores capitalinos atemorizados; pero las poblaciones indígenas de Quetzaltenango se dieron cuenta de que tenían un aliado fuerte en Carrera.
Cuando Carrera regresó a Guatemala a atender a su madre agonizante, los liberales de la ciudad salieron huyendo y el temor hizo presa de los conservadores del Clan Aycinena, pues estaba claro que, de haberlo querido, Carrera hubiera llevar la venganza indígena y aniquilar a todos los blancos. Lo único que evitó una nueva masacre fue el hecho de que Carrera necesitara del dinero del Clan Aycinena para pagarle a sus tropas.

### Guerra de castas de Yucatán
El gobierno de Carrera estuvo influenciado por la guerra en Yucatán hasta cierto punto, pero mejor político que sus contrapartes yucatecos, Carrera evitó el alzamiento indígena. La inconformidad del pueblo maya era patente desde antes de la independencia de México. Las condiciones de vasallaje en que se encontraban los indígenas mayas que habían sido conquistados en el siglo xvi y su enorme superioridad numérica en la península de Yucatán mantenían a la región en un estado permanente de tensión social. La Guerra de Castas surgió en Yucatán debido, en parte, a las precarias condiciones de vida de los indígenas mayas en la península: sólo los criollos y algunos mestizos eran yucatecos con plenos derechos y, en general, ellos solían ocupar la parte superior de la escala social y económica, por lo que los mayas, pertenecientes a la clase depauperada, no se sentían parte de ellos, eran simplemente mayas, foráneos en su propio territorio, en la tierra de sus antepasados.
Ante esa situación de pobreza y desigualdad social, los indígenas mayas de Yucatán se sublevaron, lo que aterrorizó a los miembros del Clan Aycinena y a los criollos liberales, quienes ya estaban advertidos por lo ocurrido en Quetzaltenango en 1840. En julio de 1847, siendo gobernador de Yucatán Santiago Méndez, su administración se percató de una enorme concentración de indígenas armados y con reservas de alimentos, en la hacienda Culumpich, propiedad de Jacinto Pat, batab (caudillo) maya, a 40 km de Valladolid. Tras ese descubrimiento, con la intención de sofocar cualquier revuelta, Manuel Antonio Ay, líder maya principal en Chichimilá, fue aprehendido bajo el pretexto de habérsele encontrado una carta en la que se planeaba la insurrección, juzgado sumariamente y ahorcado en la plaza de Santa Ana en Valladolid.
Posteriormente, en busca de los otros caudillos, la población de Tepich fue incendiada y sus habitantes duramente reprimidos. En respuesta a ello, el 30 de julio de 1847, Cecilio Chi atacó Tepich en el oriente, ordenando la muerte de todos los pobladores blancos. Jacinto Pat se incorporó desde el sur con sus huestes. Había estallado la guerra que duró 54 años y no concluyó oficialmente sino hasta 1901, aun cuando los problemas de fondo que la originaron continuarían siendo motivo de inquietud social hasta bien entrado el siglo xx. Un año después, en 1848 la guerra de castas había cundido por toda la península y parecía por momentos que los indígenas lograrían exterminar a la población blanca.
Al ganar fuerza la rebelión y al paso del tiempo los mayas yucatecos lograron tomar una gran parte de la península. El ya gobernador Miguel Barbachano y Tarrazo se vio obligado a solicitar apoyo militar al gobierno de México que a la sazón se encontraba sufriendo las consecuencias de la intervención norteamericana, conflicto en el cual Yucatán había decidido (por un acuerdo entre Santiago Méndez Ibarra y Miguel Barbachano, líderes políticos que estuvieron en pugna la mayor parte del tiempo) permanecer neutral. Debe recordarse que en aquellos años Yucatán se encontraba separado de México, por lo que el gobierno del país condicionó su apoyo a la reincorporación de Yucatán a la nación mexicana.

## Revolución Quetzalteca de 1897
En 1897, el general José María Reyna Barrios, presidente de Guatemala, decidió extender su mandato presidencial por seis años más, lo que creó descontento entre la población guatemalteca, que se dio cuenta de que las intenciones del gobernante ya no eran únicamente el progreso del país tras el fracaso rotundo de la Exposición Centroamericana. Se dieron protestas y el 7 de septiembre insurrectos tomaron los cuarteles y las oficinas públicas de San Marcos y marcharon rumbo a Quetzaltenango con un ejército improvisado formado por trabajadores, comerciantes y profesionales; estos fueron destrozados por el ejército guatemalteco. Los líderes del movimiento, Juan Aparicio, hijo (acaudalado filántropo), y Sinforoso Aguilar (alcalde primero de Quetzaltenango), fueron traicionados por un supuesto amigo y entregados a los militares leales a Reyna Barrios. El Presidente ordenó fusilarlos el 13 de septiembre sin previo juicio.
La sociedad quetzalteca suplicó al presidente que los condenados no fueran fusilado, a lo que Reyna Barrios finalmente accedió y pidió a su Ministro de Gobernación licenciado Manuel Estrada Cabrera que telegrafiara el mensaje. El Ministro -que también era quetzalteco y tenía una querella personal con Aparicio-, retrasó el envío del telegrama, el cual llegó a su destino después de la muerte de Aparicio. Aparentemente, Estrada Cabrera tenía un problema personal con Aparicio por no haber logrado apoderarse de la Empresa Eléctrica de Quetzaltenango, y aprovechó la circunstancia para eliminarlo. Al darse cuenta, Reina Barrios envió a Estrada Cabrera a Costa Rica a una comisión diplomática y allá lo despidió del gobierno.
Aparicio y Aguilar, y cerca de dos centenares de los caídos en la batalla de Quetzaltenango, fueron sepultados en una fosa común en el cementerio de Quetzaltenango conocida desde entonces como el «Panteón de los Mártires».

## Masacre de San Mateo Ixtatán en 1898
Durante el gobierno liberal de Justo Rufino Barrios, la extrema pobreza y las migraciones forzadas a la costa sur crearon un estado permanente de tensión en las comunidades del norte de Huehuetenango, y específicamente en San Mateo Ixtatán. Los propietarios de las plantaciones costeras ladinas enviado contratistas a San Mateo Ixtatán en días de mercado; estos contratistas le dieron dinero a la gente local prometiendo duplicar o triplicar la cantidad si se iban a trabajar en sus plantaciones de café y algodón. Los locales firmaron el documento asegurando su mano de obra, pero fueron esclavizados básicamente porque los contratos eran injustos y el trato inhumano; dichos contratos se basaban en el Reglamento de Jornaleros instituido por Barrios durante su gobierno. Esta situación se mantuvo durante los gobiernos siguientes, y el 17 de julio de 1898, un contratista de plantación fue asesinado. Para encubrir el crimen, 30 ladinos más fueron asesinados. Uno de ellos sobrevivió e informó al ejército del gobierno del licenciado Manuel Estrada Cabrera que respondió matando a 310 personas de raza chuj de San Mateo Ixtatán.[cita requerida]

## Injerencia de la United Fruit Company
En 1904, como parte de la política del gobierno de Theodore Roosevelt para lograr un ambiente pacífico en la región centroamericana durante la construcción del Canal de Panamá, las empresas norteamericanas empezaron a buscar negocios con los países centroamericanos.  Una de ellas fue la United Fruit Company, que consiguió grandes concesiones del gobierno del licenciado Manuel Estrada Cabrera a cambio de financiamiento para su gobierno.  Al ser derrocado el gobierno de Estrada Cabrera en 1920, su sucesor, el ciudadano Carlos Herrera y Luna no quiso ratificar los contratos con la empresa norteamericana, por considerarlos lesivos para el Estado guatemalteco; ante esto, la UFCO patronció el golpe de Estado dirigido por el general José María Orellana, exjefe del Estado Mayor del licenciado Estrada Cabrera.

### Huelga de los Muelleros
A mediados de 1924, ya durante el gobierno de José María Orellana, los empleados portuarios de Puerto Barrios, claves para la exportación de banano y para las importaciones a Guatemala, demandaron la jornada de 8 horas y aumento de sus salarios. El puerto era propiedad exclusiva de la Great White Fleet, que a su vez era la marina mercante de la United Fruit Company y tenía el monopolio del puerto del Atlántico en Guatemala. La UFCO se negó a aceptar y no cedió; los trabajadores entonces fueron a la huelga, a la que se solidarizaron todos los trabajadores de las fincas de la frutera. La UFCO pidió ayuda al gobierno del general José María Orellana quien actuó con rapidez: tropas fueron enviadas a imponer el orden en Barrios; el choque fue brutal, saldándose con muerte y heridos entre los obreros. La huelga tardó 27 días, pero la represión logró acabarla: 22 dirigentes fueron encarcelados y luego expatriados.

### Huelga ferrocarrilera
A finales de 1924, los trabajadores de la International Railways of Central America (IRCA) demandaron la reducción de horas de trabajo, el aumento de salario y el respeto para su organización «Sociedad Ferrocarrilera». Una vez más, la «frutera» (propietaria de la IRCA) se negó rotundamente a aceptar estas demandas y movilizó al gobierno de Orellana para reprimir violentamente la huelga de 5000 trabajadores.

## Levantamiento campesino en El Salvador

Sombreada en rojo, la zona afectada por el levantamiento campesino de 1932, junto a la frontera con Guatemala.

El levantamiento campesino de 1932 en El Salvador fue una mezcla entre protesta e insurrección que acabó en etnocidio. Tras la llegada de los españoles a territorio salvadoreño, la situación económica y social de los nativos se caracterizó por la constante decadencia de las condiciones de vida, la cual se incrementó en los años próximos a la independencia. Tras la independencia de El Salvador, los gobiernos fueron propiciando la creación de un sistema desigual, el cual dejaba alejadas del progreso a las poblaciones nativas de los territorios del Señorío de Cuzcatlán. El Salvador, sumido en una profunda crisis económica por la caída de los precios del café y la crisis de 1929, se enfrentó a una oleada de protestas y rebeliones contra el sistema desigual de tenencia de tierras, que se agudizaron con las reformas presidenciales que despojaban a los campesinos de sus tierras ejidales para darlas a los grandes terratenientes. Los campesinos e indígenas se levantaron contra el gobierno y atacaron instalaciones militares en el occidente del país, coincidiendo con una rebelión organizada por el Partido Comunista Salvadoreño (PCS) tras perder las elecciones que posteriormente acusaron de fraudulentas.  
El resultado fue una respuesta militar del gobierno de Maximiliano Hernández Martínez, quien ordenó la ejecución de todo aquel que se alzase contra el régimen. Algunos autores estiman una cifra cercana a los veinticinco mil fallecidos.
Tras el conflicto, los sobrevivientes buscaron huir hacia Guatemala; como respuesta, el presidente Jorge Ubico, un reconocido anticomunista, ordenó acordonar la frontera, entregando al ejército salvadoreño a todo aquel que intentase cruzar al país vecino.

## Guerra Civil de Guatemala

### Introducción
Las masacres que ocurrieron durante la Guerra Civil de Guatemala que aquí se documentan fueron registradas por el informe REHMI y los informaes de la Comisión para el Esclarecimiento Histórico, ambos requeridos por el Estado de Guatemala como parte de los Acuerdos de Paz que siguieron a la conclusión de la guerra. 
Para la descripción de masacre, el informe REHMI definió estos como «los asesinatos colectivos asociados a destrucción comunitaria».  La mayoría de las masacres registradas por el informe REHMI corresponden al Departamento de Quiché (200); le siguen Alta Verapaz (63), Huehuetenango (42), Baja Verapaz (16) Petén (10) y Chimaltenango (9), pero también aparecen en otros departamentos. Los datos sobre las fuerzas responsables revelan la importancia de las masacres como parte de la política contrainsurgente del ejército guatemalteco en su guerra contra la guerrilla marxista. Después de octubre de 1981 hay más casos de estos hechos, y se caracterizan por un patrón más indiscriminado, lo que sugiere que después de esa fecha las masacres fueron más importantes, estaban planificadas con mayor premeditación y llevaron a cabo una destrucción más global de las comunidades, en congruencia con la gran ofensiva desarrollada por el Ejército a partir de Chimaltenango hacia grandes áreas del Altiplano para erradicar al Ejército Guerrillero de los Pobres (EGP) que había hecho campaña psicológica y social en esa región desde 1972.
Junto con la quema y destrucción de las casas, las torturas, atrocidades masivas y las capturas de la población aparecieron en más de la mitad de los ataques. Los enterramientos en fosas comunes, a menudo excavadas por las propias víctimas, se describen también en una parte importante de los testimonios; estos enterramientos clandestinos en fosas comunes fueron utilizados muchas veces como una forma de ocultar las pruebas de los asesinatos. En otras ocasiones las masacres se dieron en el marco de operativos a gran escala con gran despliegue de fuerzas militares y apoyo de la aviación que bombardeó esas zonas. Al menos una de cada nueve comunidades analizadas sufrió bombardeos asociados a masacres, ya fuera en los días anteriores o después del bombardeo. Después del ataque lo más frecuente fue que la gente huyera, ya fuera a la montaña, al exilio o a otra comunidad; una de cada seis aldeas que sufrieron masacres quedó completamente arrasada. 

#### Víctimas mortales de las masacres
La Comisión para el Esclarecimiento Histórico mediante un complejo análisis estadístico estimó que el saldo al final de la guerra fue de treinta y siete mil muertos (es recomendable leer el libro Guatemala, la historia silenciada de autor Carlos Sabino) estimados, aunque por exageraciones se dice que fueron doscientos mil muertes, cuarenta y cinco mil desaparecidos, y cerca de cien mil desplazados.; la Asociación Americana para el Avance de la Ciencia, entidad que publicó el reporte de la Comisión ya mencionada, fue quien realizó el trabajo estadístico sobre el número reportado de muertes, e indicó que el mismo es únicamente un estimado, ya que en las tres fuentes consultadas para el efecto no se reportaron más de 25,000 muertes documentadas:
- Comisión para el Esclarecimiento Histórico: 24,900 fallecidos
- Corte Interamericana de Derechos Humanos: 8,533 fallecidos
- REHMI: 21,200 fallecidos[33]

#### Reclutamiento forzoso de soldados para el ejército
Durante la mayor parte del conflicto armado, el Ejército se nutrió de soldados por medio del reclutamiento forzoso: la mayor parte de los soldados eran jóvenes, pertenecientes a las clases bajas y, en un porcentaje muy elevado, provenientes de las distintas etnias mayas. Por su parte, prácticamente la totalidad de los oficiales eran ladinos ya sea formados en academias militares y escuelas de tropas especiales o militares de línea, que ascendían por antigüedad en la tropa.
En todo el período de formación militar, los soldados estaban bajo condiciones de gran presión psicológica: desde su captura como parte de la práctica del reclutamiento forzoso, eran entrenados en un sistema de despojo de su identidad, basado en la sumisión absoluta, el aislamiento de su contexto social.. A pesar del riesgo que suponía, muchos soldados que fueron reclutados a la fuerza se resistieron a seguir formando parte del Ejército. La deserción parece haber sido una práctica frecuente, a pesar de los duros castigos aplicados a los que eran capturados después. 
Ahora bien, los grupos de inteligencia y tropas especiales se acrecentaron con soldados que habían terminado su formación militar y tenían experiencia en acciones armadas; esa selección se hacía en función de las habilidades que el Ejército consideraba importantes para la lucha contrainsurgente: tareas de control de la población y disposición a la obediencia absoluta.  

#### Situación de la guerrilla
Cuando la actividad guerrillera se inició en el occidente de Guatemala con el Ejército Guerrillero de los Pobres y la Organización Revolucionaria del Pueblo en Armas, los grupos izquierdistas habían aprendido varias lecciones de los primeros intentos fallidos en el Oriente guatemalteco:
1. Era necesario involucrar al indígena y no al ladino.
2. Para poder triunfar, se necesitaba de un levantamiento de masas.
3. Había que hacer una constante campaña psicológica en la población indígena.
4. Había que demostrar que la guerrilla estaba identificada con las causas justas de las grandes mayorías.

A pesar de que la guerrilla tenía todo esto claro, falló en todos los aspectos:  logró involucrar a los indígenas y realizó una constante campaña psicológica que le surtió efecto originalmente, pero cuando los años pasaron y no se vieron resultados, los indígenas se decepcionaron de la guerrilla y empezaron a ver en mejor forma al ejército guatemalteco.  Por otra parte, la guerrilla nunca encontró el lenguaje adecuado ni logró cumplir con las promesas de mejorar las condiciones de vida del campesinado, provocando un mayor desencanto de la población indígena. Por último, los guerrilleros nunca tuvieron un ejército numeroso, y sus ataques a comandos del ejército daban como resultado que este se desquitara con poblaciones civiles, al no poder perseguir directamente a los combatientes insurgentes.

#### Situación de la población civil
Las poblaciones civiles se encontraron entre dos fuegos: el ejército reprimía a los que consideraba como colaboradores de la guerrilla, y viceversa. Se dieron casos de masacres de guerrilleros contra patrulleros civiles, con la excusa de que estos últimos eran traidores a su pueblo; y también hubo casos de abusos por parte de los patrulleros, los cuales se aprovechaban de su posición para saldar cuestiones personales o étnicas con poblaciones vecinas. Como resultado de los vejámenes a que eran sometidos por ambos bandos, muchos campesinos se refugiaron en México y no regresaron sino hasta en 1993, durante el gobierno del ingeniero Jorge Serrano Elías.

### Masacre de Sansirisay
En mayo de 1973, durante el gobierno del general Carlos Arana Osorio, el caserío Sansirisay en la aldea Palo Verde de Jalapa tenía 45425 habitantes, de los cuales 18433 eran indígenas pokomanes. La primera noticia de la masacre se dio el 28 de mayo de 1973, en El Imparcial, indicando que la paz reinaba en la zona limítrofe entre Jalapa y El Progreso, tras los disturbios de 24 horas que dejaron 17 muertos y cinco heridos.  Los disturbios surgieron por un litigio de tierras originado en 1771, y se dieron entre campesinos de El Progreso y de Jalapa, y policías militares ambulantes que quisieron imponer orden.
El ejército informó que los policías militares ambulantes fueron atacados por los campesinos, lo que dejó seis policías y once campesinos muertos. El jefe del Estado Mayor del Ejército, el entonces general Efraín Ríos Montt, sobrevoló la zona del disturbio y pudo comprobar que los ánimos se habían calmado y que se estaba ya en la tarea de identificar los muertos.
Sectores que desconfían de la versión oficial, acusaron al general Ríos Montt de haber ordenado la masacre del lugar, pero esto nunca pudo confirmarse por no haber otras fuentes de información disponibles, pues en 1973, todavía no se investigaban las violaciones de derechos humanos en Guatemala.

### Masacres en la Franja Transversal del Norte
En 1844, el distrito de Santo Tomás de Castilla en Izabal fue colonizado por la Comunidad de la Unión, patrocinada por la Compañía Belga de Colonización; el gobierno del Estado de Guatemala, dirigido por Rafael Carrera, había concedido el distrito de Santo Tomás a dicha compañía por medio del decreto de la Asamblea Constituyente de Guatemala el 4 de mayo de 1843.
Durante el gobierno de Justo Rufino Barrios (1873-1885) se despojó a los indígenas de las «tierras de indios», las cuales se repartió entre los oficiales que lo ayudaron durante la Reforma Liberal. El Decreto 170 (o Decreto de «Redención de Censos») facilitó la expropiación de las tierras a los indígenas en favor de los oficiales, y de personas alemanas en las Verapaces, al propiciar la venta en pública subasta de las tierras comunales. La propiedad comunal, dedicada a cultivos de subsistencia, se convirtió en propiedad privada dirigida al cultivo y comercialización a gran escala de productos agrarios. Por tanto, las características fundamentales del sistema productivo, fueron desde la época de Barrios la acumulación de la propiedad en pocas manos y una especie de «servidumbre de finca», basada en la explotación de los «mozos colonos».
Para garantizar el suministro de «mozos colonos», se decreta el «Reglamento de Jornaleros», legislación laboral que colocó a la población indígena prácticamente a la disposición de los intereses de los nuevos latifundistas cafetaleros, y los tradicionales conservadores, exceptuando entre estos últimos a la Iglesia Católica. El decreto establecía lo siguiente para los indígenas:
1. Quedaron obligados a trabajar en las fincas cuando los dueños de éstas los necesitaran y sin importar en donde se encontraran.
2. Quedaron bajo la tutela de las autoridades locales, quienes se encargaban de velar porque los contingentes de indígenas fueran enviados a las fincas.
3. Quedaron sujetos a la «habilitación»: paga forzada anticipada, endeudadora del trabajador y justificadora de su envío a las fincas y de su retención en ellas.
4. Creación del «libreto de jornaleros»: documento probatorio de la solvencia del trabajador frente a su patrono, y sin la cual el trabajador estaba sujeto al rigor de las autoridades y de los dueños de fincas.[38]

Como resultado de este reglamento, hubo un notable aumento de las exportaciones, y se activó el intercambio con los países capitalistas; tanto los antiguos conservadores aristócratas como los nuevos terratenientes cafetaleros se vieron beneficiados con estas medidas. Ahora bien, sí hubo un terrateniente conservador que fue atacado y despojado de los privilegios que había gozado durante el gobierno de los 30 años: la Iglesia católica. Los liberales cafetaleros se vieron obligados a atacar a la Iglesia por el poder que esta tenía y por la fuerte oposición que hacía a compartir el poder con los liberales.
| Decreto Número 177 Reglamento de Jornaleros (NOTA: Secciones principales únicamente) Obligaciones de los patronos: Están obligados a llevar un registro o matrícula de cuentas corrientes, en donde asentarán semanalmente el debe y el haber de cada jornalero, haciéndoselo saber cada semana y anotándolo en el libreto del mismo jornalero. El tiempo por el cual puede concertarse un colono será convencional, pero no podrá exceder de cuatro años. Sin embargo, no se retirará de la finca sin estar solvente con su patrón aunque haya pasado el término. Cuando un particular desee para sus trabajos un mandamiento de jornaleros, deberá solicitarlo al jefe político del departamento, cuya autoridad designará el pueblo que deba proporcionarlo. En ningún caso excederá de 60 el número de jornaleros. Tomado de: Martínez Peláez, S. La Patria del Criollo, Ensayo de interpretación de la realidad colonial guatemalteca Ediciones en Marcha, México. 1990 |

La Franja Transversal del Norte fue creada oficialmente durante el gobierno del general Carlos Arana Osorio en 1970, mediante el Decreto 60-70 en el Congreso de la República, para el establecimiento de desarrollo agrario.

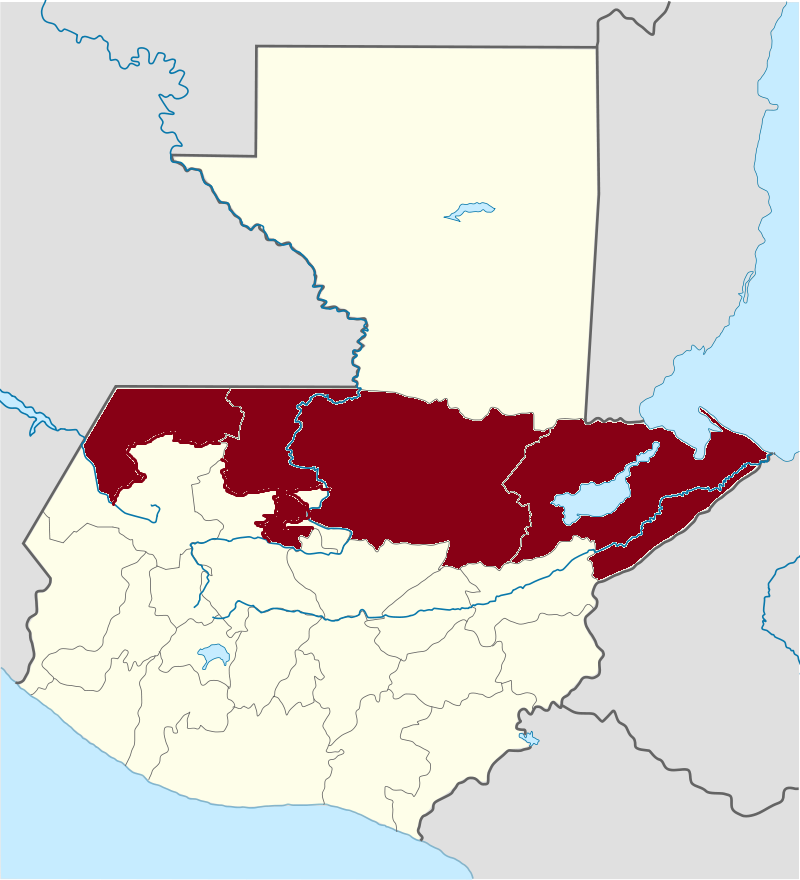
Mapa de la Franja Transversal del Norte

Desde 1974, se venía explotando petróleo comercialmente en las cercanías de la FTN a raíz de los descubrimientos realizados por las petroleras Basic Resources y Shennadoah Oil, que operaban conjuntamente en el campo petrolero de Rubelsanto, Alta Verapaz. En 1976, cuando Laugerud García llegó a visitar la cooperativa Mayalán en el sector de Ixcán, Quiché, el cual se había formado apenas diez 12 años antes, dijo:  «Mayalán está asentada en la cima del oro», dejando entrever que la Franja Transversal del Norte ya no sería dedicada a la agricultura ni al movimiento cooperativista, sino que sería utilizada por objetivos estratégicos de explotación de recursos naturales.. Tras esa visita presidencial, ambas compañías petroleras realizaron exploraciones en tierras de Xalbal, muy cerca de Mayalán en el Ixcán, donde perforaron el pozo «San Lucas» con resultados infructuosos. Esas exploraciones, que abrieron el camino para futuros experimentos petroleros en Ixcán, y el resto de la FTN, también fueron el principal motivo para la construcción de la carretera de terracería que recorre la Franja. Shennandoah Oil, el Instituto Nacional de Transformación Agraria (INTA) y el Batallón de Ingenieros del Ejército se coordinaron para construir ese corredor entre 1975 y 1979, lo que a la postre permitió que políticos, militares y empresarios poderosos de la época se adueñaran de muchas de las tierras donde la riqueza maderera y el potencial petrolero yacían..
Altos oficiales guatemaltecos se convirtieron entonces en grandes terratenientes e inversionistas aprovechando las políticas de traslado de campesinos, acceso a información privilegiada, ampliación del crédito público y grandes proyectos de desarrollo; el ejército entró en el mundo de los negocios con el Banco del Ejército, fondos de pensión y otros.
En 1977, cuando dejó el cargo de ministro de la Defensa para dedicarse a su campaña presidencial, el general Fernando Romeo Lucas García también pasó a desempeñar el cargo de coordinador del megaproyecto de la Franja Transversal del Norte, cuyo objetivo principal era incorporar a la producción de Guatemala las tierras de esa vasta zona y la creación de una importante red vial para facilitar las explotaciones petroleras. El manejo de ese proyecto le permitió a Lucas García un mayor conocimiento e interrelación con las compañías transnacionales, y un incremento de sus intereses económicos personales en la zona, ya que su familia poseía tierras en la zona de Franja y tenía relaciones económicas comerciales al menos con la compañía Shennandoah Oil.
Durante su gobierno (1.º de julio de 1978-23 de marzo de 1982) el Batallón de Ingenieros del Ejército construyó el tramo entre Cadenas (Petén/Izabal) y Fray Bartolomé de las Casas en Alta Verapaz.

#### El Ejército Guerrillero de los Pobres
El 19 de enero de 1972 penetraron en Ixcán, desde México, miembros de un nuevo movimiento guerrillero guatemalteco y en 1973, luego de una incursión exploratoria en la cabecera municipal de Cotzal, donde fueron aceptados por muchos campesinos, el grupo insurgente decidió establecer un campamento clandestino en las montañas de Xolchiché, municipio de Chajul.
En 1974 el grupo insurgente realizó la primera conferencia guerrillera, en la que definió su estrategia de acción para los meses siguientes y se autodenominó Ejército Guerrillero de los Pobres (EGP). En 1975 la organización se había extendido por todo el ámbito de las montañas de la zona norte de los municipios de Nebaj y Chajul. Como parte de su estrategia el EGP acordó ejecutar actos en los que se obtuviera notoriedad pública y a través de los cuales se simbolizara, además, el establecimiento de una «justicia social» frente a la ineficacia e inoperatividad de los órganos jurisdiccionales y administrativos del Estado.  Consideraban, asimismo, que con esas acciones la población indígena y campesina de la región se identificaría con el movimiento insurgente, motivando así su incorporación a sus filas.  En el marco de este plan se acordó realizar los denominados «ajusticiamientos».  Para determinar quiénes serían las personas objeto de «ajusticiamiento», el EGP atendía las quejas que recibía de la población. Así, por ejemplo, seleccionaron a dos víctimas: Guillermo Monzón, quien era comisionado militar del Ixcán y José Luis Arenas, el mayor terrateniente del área del Ixcán que había sido denunciado ante el EGP por presuntamente tener conflictos de tierra con las poblaciones vecinas y por cometer abusos contra sus trabajadores.
El sábado 7 de junio de 1975, José Luis Arenas fue asesinado por desconocidos cuando se encontraba en las instalaciones de la oficina de la finca «La Perla», para pagar el salario quincenal a los trabajadores. Frente a la oficina se encontraban, aproximadamente, entre doscientas y trescientas personas para recibir su pago y cuatro miembros del EGP se mezclaron entre los campesinos reunidos frente a las oficinas. Posteriormente, los guerrilleros destruyeron el radio de comunicación de la finca. Luego de haber ejecutado a José Luis Arenas los miembros de la guerrilla se dirigieron en idioma ixil a los campesinos, informándoles que eran miembros del Ejército Guerrillero de los Pobres y que habían matado al «Tigre de Ixcán».  Solicitaron que prepararan bestias para auxiliar a los heridos y que fueran transportados a Chajul para que recibieran asistencia médica. Después, los atacantes huyeron en dirección a Chajul.
El hijo de José Luis Arenas, que se encontraba en la finca San Luis Ixcán, se refugió en una montaña cercana, en espera de que llegara una avioneta para trasladarlo a la capital, con el objeto de denunciar inmediatamente el hecho ante el ministro de la Defensa.  El ministro de la Defensa le respondió: «Usted está equivocado, en el área no hay guerrilla».

#### Masacre de Panzós
Localizado también en la Franja Transversal del Norte, el valle del río Polochic estuvo habitado desde tiempos remotos por población kekchí y pokomchí. En la segunda mitad del siglo xix, el presidente Justo Rufino Barrios (1835-1885) comenzó la adjudicación de tierras de la zona a agricultores alemanes.. 
El Decreto 170 (o Decreto de Redención de Censos) facilitó la expropiación de las tierras a los indígenas en favor de los alemanes, al propiciar la venta en pública subasta de las tierras comunales.  Desde esta época, la principal actividad económica fue la agroexportadora, especialmente de café, banano y cardamomo. La propiedad comunal, dedicada a cultivos de subsistencia, se convirtió en propiedad privada dirigida al cultivo y comercialización a gran escala de productos agrarios. Por tanto, las características fundamentales del sistema productivo, fueron desde esa época la acumulación de la propiedad en pocas manos, y una especie de «servidumbre de finca», basada en la explotación de los «mozos colonos»
En 1951, se promulga la ley de reforma agraria que expropió tierras ociosas de manos privadas, pero en 1954, con el golpe de Estado apoyado por Estados Unidos del Movimiento de Liberación Nacional, la mayoría de las tierras fueron expropiadas, y adjudicadas a los antiguos terratenientes. Flavio Monzón fue nombrado alcalde municipal y en los siguientes veinte años se convertiría en uno de los más grandes terratenientes de la zona. En 1964, varias comunidades asentadas durante décadas en la orilla del río Polochic reclamaron títulos de propiedad al INTA (Instituto Nacional de Transformación Agraria), creado en octubre de 1962. Sin embargo, las tierras fueron adjudicadas a Flavio Monzón. Un campesino maya de Panzós afirmó que Flavio Monzón «sacó las firmas de los ancianos para ir a pedir las tierras al INTA. Cuando volvió, reunió a la gente y dijo que, por equivocación del INTA, la tierra había salido a su nombre». A lo largo de los años setenta, los campesinos de Panzós siguieron reclamando al INTA la regularización de la propiedad de las tierras. Recibían asesoría legal de la FASGUA (Federación Autónoma Sindical de Guatemala), organización que apoyaba las reivindicaciones campesinas mediante procedimientos legales. Sin embargo, ningún campesino recibió el título de propiedad. Unos, obtuvieron promesas otros, títulos de propiedad provisionales, y también los hubo que sólo recibieron permisos para sembrar. Los campesinos empezaron a sufrir desalojos de sus tierras por parte de finqueros, militares y autoridades locales a favor de los intereses económicos de la compañía Explotaciones Mineras de Izabal (EXMIBAL), además de la explotación minera de otros minerales por la empresa Transmetales SA.
En 1978 se instaló un destacamento militar a pocos kilómetros de la cabecera municipal de Panzós, en un lugar conocido como Quinich. En esta época progresó la capacidad de organización de los campesinos, a través de los comités que reivindicaban la titulación de las tierras, fenómeno que preocupó al sector terrateniente. Algunos de estos propietarios ―entre los que se encontraba Flavio Monzón― afirmaron: «Varios campesinos residentes en las aldeas y caseríos quieren incendiar la población urbana con fines de invadir propiedades privadas», y solicitaron protección al gobernador de Alta Verapaz.

#### Escalamiento de la violencia
Después del «ajusticiamiento» de José Luis Arenas la población de las aldeas de Ilom, Ixtupil, Sajsivan y Sotzil, vecinas de la finca La Perla y anexos, incrementó su apoyo al nuevo movimiento guerrillero, debido fundamentalmente al conflicto de tierras que los campesinos mantenían con los propietarios de la finca desde hacía varios años y a que la ejecución fue vista como un acto de «justicia social».
El asesinato del propietario de la finca «La Perla», ubicada en el municipio de Chajul, dio lugar al escalamiento de violencia en la zona: parte de la población se acercó más a la guerrilla, mientras que otra parte de los habitantes de Ilom no se adscribió a ella, y muchos se mantuvieron fuera de la insurgencia. En 1979 los dueños de la finca «La Perla» establecieron vínculos con el ejército y por primera vez un destacamento militar fue instalado dentro de la finca; en esta misma finca se constituyó la primera Patrulla de Autodefensa Civil del área. El alto mando del Ejército, por su parte, se sintió muy satisfecho con los resultados iniciales de la operación y se convenció de haber tenido éxito en la destrucción de la mayoría de la base social del EGP, con lo que buscaba expulsar a este del «Triángulo Ixil». En esta época la presencia del EGP en la zona disminuyó de forma significativa debido a las acciones represivas del Ejército. El Ejército formuló su concepto de «enemigo» sin que este incluyera necesariamente la noción de combatiente armado; a los oficiales que ejecutaron el plan se les instruyó para destruir todos los poblados que cooperaran con el EGP y eliminar todas las fuentes de resistencia.  Las unidades del Ejército que operaron en el «Triángulo Ixil» pertenecían a la Brigada Mariscal Zavala, acantonada en ciudad de Guatemala.  Por otra parte, aunque la guerrilla no intervino directamente cuando el Ejército atacaba a la población civil, sí sugirió apoyar algunas estrategias de sobrevivencia. Agilizó, por ejemplo, los «planes de emergencia». Estos consistían en impartir instrucciones para la evacuación de la comunidad en supuestos de que se produjeran incursiones militares. La mayoría de la población empezó a participar en estos planes cuando constató que representaban su única alternativa ante la represión militar.

#### Política de «Tierra Arrasada»
Desde finales de 1981 el Ejército aplicó la denominada estrategia de «tierra arrasada» en Quiché, para eliminar el soporte social de la guerrilla del EGP. En algunas comunidades de la región los militares obligaban a todos los vecinos a abandonar sus casas y concentrarse en la cabecera municipal bajo control militar. Unas familias obedecían; otras, se refugiaban en la montaña.  A la población maya k'iche' que se refugió en la montaña, el Ejército la identificó con la guerrilla y la sometió a un cerco militar, a continuos ataques que imposibilitaron su alimentación, alojamiento y asistencia médica.

#### Masacre de La Llorona, El Estor
La Llorona, ubicada a unos 18 kilómetros de El Estor, en el departamento de Izabal (parte de la Franja Transversal del Norte), es una aldea pequeña, con no más de veinte casas. La mayor parte de sus primeros pobladores llegó de las áreas de Senahú y Panzós, Alta Verapaz. En 1981 la población total era de unas 130 personas, todas pertenecientes a la etnia maya q'eqchi'. Pocos habitantes dominaban el castellano y la mayoría trabaja en su propia milpa; prestaban servicios esporádicos a los finqueros locales. En los alrededores se encuentran las aldeas El Bongo, Socela, Benque, Río Pita, Santa María, Plan Grande y Nueva Esperanza. Los conflictos en la zona se relacionaban con la tenencia de la tierra, destacando la incertidumbre sobre los límites territoriales entre fincas y comunidades, y la ausencia de títulos de propiedad. Como en el Instituto Nacional de Transformación Agraria (INTA) no existía registrado un legítimo propietario del terreno que ocupaba La Llorona, la comunidad permanecía en la creencia de que la tierra pertenecía al Estado, por lo que, había iniciado los trámites para obtener el título de propiedad. Sin embargo, un finquero con gran influencia en la zona ocupó parte del terreno, generándose una situación conflictiva entre él y la comunidad; los hombres de la aldea, por iniciativa propia, trazaron un nuevo límite entre los terrenos comunitarios y los del finquero, pero el problema se mantuvo latente.
En la segunda mitad de los años setenta aparecieron las primeras noticias sobre la presencia de la guerrilla en las aldeas, con la aparición del comandante Ramón, hablando con la gente y diciendo que eran del Ejército Guerrillero de los Pobres. Pasaron por muchas aldeas preguntando qué problemas tenía la gente y brindándose a solucionarlos. Decía a los campesinos que la tierra pertenecía a los pobres y que no debían confiar en los finqueros.  Ya en 1977, Ramón visitaba con asiduidad la aldea La Llorona y, al constatar que el asunto del terreno estaba causando muchos problemas en la comunidad, reunió a la gente para practicar nuevas mediciones, lo cual hizo que cundiera el temor entre los propietarios agrícolas; ese mismo año, el grupo al mando de Ramón ejecutó arbitrariamente al finquero español José Hernández, cerca de la finca El Recreo, de su propiedad.  A raíz de este hecho, se formó un grupo clandestino de mercenarios, apodado como «Guerrilleros de los Ricos», para proteger los intereses de los finqueros; una alta autoridad pública de El Estor organizó el grupo y pagó a sus integrantes, proviniendo la financiación de un importante propietario agrícola. El grupo, irregular, tuvo relación con los comisionados militares de la región y fue aquella alta autoridad de El Estor la que actuó como intermediaria, con los mandos del Ejército, aunque también se produjeron rivalidades mutuas. La asociación clandestina asesinó a varias personas, incluyendo víctimas que no tenían vinculación alguna con grupos insurgentes.
En diciembre de 1978 el líder del grupo del EGP, Ramón, fue capturado por soldados del destacamento militar de El Estor y trasladado a la zona militar de Puerto Barrios; al cabo de dos años regresó a El Estor; pero esta vez como oficial de la G2 del Ejército de Guatemala y formó parte del grupo de soldados que llegó a la aldea. Al atardecer del 28 de septiembre de 1981 un oficial del Ejército, acompañado de cuatro soldados y un comisionado militar, se reunieron con cerca de treinta civiles.  A las siete de la mañana, más de treinta civiles, la mayoría de Nueva Esperanza, entre los cuales se contaban varios conocidos «informantes» de la Inteligencia militar, acompañados de algunos comisionados militares y de un pequeño grupo de soldados y oficiales del Ejército, se apostaron en los alrededores de La Llorona. Luego, entraron en la aldea. Los civiles y los comisionados ingresaron a doce casas y, de cada una de ellas, fueron sacando a los hombres y los mataron a tiros frente a su casa; los que intentaron huir también fueron muertos. A las mujeres que trataban de proteger a sus esposos les pegaban.  Mientras los comisionados militares y los civiles ejecutaban a los hombres, los soldados sustraían las pertenencias de las víctimas; en menos de media hora, los autores del asalto salieron de la aldea. Las víctimas, catorce en total, quedaron frente a las casas.  Las mujeres, pese a haber sido amenazadas de muerte en caso de contar lo sucedido, corrieron hasta la aldea más cercana, el Bongo, para pedir auxilio. Después de unas horas, llegaron con personas que las ayudaron a sepultar los cadáveres. Días más tarde, las viudas, con sus casi 60 niños huérfanos de padre fueron acogidas por la parroquia de El Estor por varios días, hasta que los soldados y las obligaron a volver a su aldea.  Dos viudas de los ejecutados el 29 de septiembre establecieron relaciones íntimas con los comisionados militares de El Bongo. Esta situación originó divisiones que aún persisten en la comunidad.
La actividad económica y social se trastocó en la aldea. Las viudas tuvieron que asumir los trabajos que realizaban sus esposos. Debido a su falta de conocimiento en el cultivo de la tierra, cosecharon muy poco maíz y frijol; hubo enfermedades, especialmente entre los niños y los ancianos, no había comida ni ropa. El maestro de la aldea salió, en parte por miedo, pero tampoco valió la pena que se quedara porque los jóvenes tenían que trabajar. Tampoco podían gastar dinero en útiles. La aldea no tuvo maestro en los siguientes cuatro años. Los hechos generaron, finalmente, la desintegración de la comunidad. Algunas mujeres de la aldea sostienen, desde entonces, que sus esposos fueron asesinados por culpa de otros tres que estaban vinculados con la guerrilla y estaban involucrados en el conflicto de tierras.
Según la Comisión para el Esclarecimiento Histórico, el finquero con quien los aldeanos disputaban la tierra, aprovechó la situación para apropiarse de otras doce manzanas de terreno.

#### Golpe de estado de 1982
Tras el derrocamiento de Lucas García el 23 de marzo de 1982, subió al poder un triunvirato militar encabezado por el general Efraín Ríos Montt, junto con los coroneles Horacio Maldonado Shaad y Francisco Gordillo. El 2 de junio de 1982, periodistas internacionales le realizaron una entrevista a Ríos Montt, quien dijo lo siguiente referente gobierno de Lucas García y la Franja Transversal del Norte:
| 1. ¿Cuáles fueron las causas del golpe de estado? Hubo muchas causas; había llegado a tal forma de descomposición el gobierno que él mismo estaba cortándose sus raíces; ya no tenía raíces ni en el pueblo ni en las instituciones. Como consecuencia se cayó; así, simple y llanamente. 2. ¿Había corrupción en el gobierno anterior? Tengo entendido que muchísima corrupción. Se llegó a tal grado con la corrupción que, siendo Guatemala un país con grandes reservas económicas, en dos años se acabaron las reservas económicas; y además dejaron hipotecado todo el país con las grandes construcciones que hicieron, como anillos periféricos que realmente no tenían ningún concepto de planificación desde el punto de vista de tránsito y de tráfico. 3. Durante el gobierno de Lucas García había muchos proyectos sociales, mucho más que en gobiernos anteriores, excepto en los gobiernos revolucionarios (1944-1954). ¿Cómo va a ser diferente este gobierno? No fue Lucas García sino que el gobierno en sí; ellos dieron parcelas a las orillas de la Transversal del Norte, para sacar (a los campesinos) de los terrenos en donde había petróleo. Después dieron tierras porque compraron tierras para quedarse con el dinero de la venta de fincas. Había unos terrenos de un determinado dueño, y agarró a esa gente y la tiró a lo largo de la Transversal del Norte, por eso hicieron la carretera a la Transversal del Norte: para paliar nada más la protesta de esta gente que fue sacada de sus terrenos, en donde había petróleo. |

#### Listado de otras masacres perpetradas por el Ejército
El informe de la Recuperación de la Memoria Histórica presenta una lista de 422 masacres.  Sin embargo, la misma publicación indica que hizo lo mejor que pudo en cuanto a recabar información y por lo tanto el listado está incompleto. Por esta razón aquí se presentan únicamente los casos que también se han documentado en los informes de la Comisión para el Esclarecimiento Histórica, y se ha intentado agregar contexto y razones histórica de los eventos.
| No. | Lugar                                            | Departamento | Fecha                 | Motivación | Perpetrador |
| --- | ------------------------------------------------ | ------------ | --------------------- | --- | ----------- |
| 1   | Panzós                                           | Alta Verapaz | 29 de mayo de 1978    | La Masacre de Panzós fue un ametrallamiento de indígenas k'ekchi' durante el gobierno del presidente Kjell Eugenio Laugerud García (1974-1978). Fueron asesinados 53 indígenas (entre hombres, mujeres y niños), y 47 quedaron heridos luego de que degenerara en violencia una masiva protesta de campesinos del valle del Polochic convocada en Panzós en contra de los abusos de terratenientes y de transnacionales que operaban en la región -especialmente EXMIBAL en el vecino municipio de El Estor-. Casi todos los restos fueron enterrados en una fosa común con un tractor, en un intento de «desaparecerlos». En los días siguientes, varias decenas de cadáveres fueron vistos en distintas poblaciones a lo largo del río Polochic. | FAG         |
| 2   | Ilom (aldea), Chajul                             | Quiché       | 23 de marzo de 1982   | Desde el gobierno de Justo Rufino Barrios, debido al apoyo hacia el cultivo del café, la comunidad de Ilom fue despojada progresivamente de sus terrenos comunales, dando origen a reclamos por parte de la población para la restitución de sus tierras; hubo conflictos de tierras en 1915 y en 1932. A partir de 1981 se generalizó la represión contra los pobladores de Ilom, terminando con la masacre de noventa y seis supuestos guerrilleros frente a sus familias el 23 de marzo de 1982, como parte de la operación «Victoria 82» del ejército. Los soldados llegaron provenientes del destacamento militar ubicado en la finca La Perla mientras que los sobrevivientes huyeron y se refugiaron en Comunidades de Población en Resistencia. | FAG, PAC    |
| 3   | Chel (aldea), Chajul                             | Quiché       | 3 de abril de 1982    | El 3 de abril de 1982, como parte de la operación Victoria 82, elementos del Ejército provenientes del destacamento militar ubicado en la finca La Perla irrumpieron en la comunidad de Chel, ya que ésta fue conceptuada por el Ejército como "subversiva". El ataque dejó noventa y cinco civiles muertos. | FAG         |
| 4   | Chisis (aldea), San Juan Cotzal                  | Quiché       | 13 de febrero de 1982 | Chisís fue un objetivo militar para el ejército, que consideraba que la aldea tenía un simbolismo especial para el EGP y creía que era desde allí se habían planeado y dirigido las principales operaciones que el EGP hizo en la región de Chajul, Cotzal, y Nebaj. En enero de 1982, el EGP atacó el destacamento militar de Cotzal; el ataque duró dos horas y veinte minutos, causando cien bajas militares y veinte bajas guerrilleras. El ejército y las PAC, en venganza, arrasaron Chisis, dejando aproximadamente 200 civiles muertos. | FAG, PAC    |
| 5   | Acul (aldea), Nebaj                              | Quiché       | abril de 1982         | Combate contra el EGP; Acul era considerada como una aldea que había caído bajo la influencia de dicho grupo guerrillero, luego de que aparecieran pintas en las paredes y banderas en los caminos hacia el lugar. Resultó en 17 personas muertas. | FAG, PAC    |
| 6   | La Llorona (aldea), El Estor                     | Izabal       | 1982-09               | Ataque de las PAC. La Llorona es una aldea pequeña, con no más de veinte casas. La mayor parte de sus primeros pobladores llegó de las áreas de Senahú y Panzós, Alta Verapaz y tenta un conflicto con un finquero de la región por la propiedad de los terrenos. En 1981 la población total era de unas 130 personas, todas pertenecientes a la etnia maya q'eqchi'. El 28 de septiembre de 1981, a las siete de la mañana, más de treinta civiles, la mayoría de Nueva Esperanza, entre los cuales se contaban varios conocidos «informantes» de la Inteligencia militar, acompañados de algunos comisionados militares y de un pequeño grupo de soldados y oficiales del Ejército, se apostaron en los alrededores de La Llorona. Luego, entraron en la aldea. Los civiles y los comisionados ingresaron a doce casas y, de cada una de ellas, fueron sacando a los hombres y los mataron a tiros frente a su casa; los que intentaron huir también fueron muertos. A las mujeres que trataban de proteger a sus esposos les pegaban. Algunas mujeres de la aldea sostienen, desde entonces, que sus esposos fueron asesinados por culpa de otros tres que estaban vinculados con la guerrilla y estaban involucrados en el conflicto de tierras. El finquero con quien los aldeanos disputaban la tierra, aprovechó la situación para apropiarse de otras doce manzanas de terreno. | FAG, PAC    |
| 7   | Comunidad Aurora 8 de Octubre, Chisec y Cantabal | Quiché       | 5 de octubre de 1995  | Ataque del Ejército. Aproximadamente mil campesinos llegaron a la finca Xama'n, finca había sido propiedad del expresidente general Kjell Eugenio Laugerud, quienes retornaban después de pasar varios años refugiados en México. En su mayoría, los refugiados de la cooperativa eran de los pueblos k'ekchi', Mam, K'ajobal e Ixil. El 5 de octubre de 1995, a mediodía, una patrulla del ejército entró a los terrenos de la cooperativa y luego de breves palabras con los pobladores, abrió fuego, matando ahí mismo a diez personas dos mujeres, dos niños y seis hombres e hiriendo por lo menos a otras trece. | FAG         |

#### Listado de masacres perpetradas por el EGP
De acuerdo a un reporte de la revista liberal «Crónica», hubo 1258 acciones contra personas civiles e infraestructura de Guatemala, entre los que se cuentan más de doscientos asesinatos, sesenta y ocho secuestros, once atentas contra embajadas y trescientos veintinueve atentados contra poblaciones civiles.  Casi todas las masacres de la guerrilla se dieron en 1982 cuando ya imperaba una mayor militarización con presencia generalizada de las PAC en las comunidades; en muchas de ellas, las víctimas refieren la no-colaboración con la guerrilla como causa de la masacre y en algunos casos se dio el antecedente de un ataque previo de PAC.  En las masacres atribuidas a la guerrilla no aparece el uso de delatores, ni concentración de la población, ni la separación por grupos; tampoco se da ningún caso de obligación a participar, ni violaciones, ni masacre repetitiva. No aparecen casos de aldeas arrasadas y muestran una menor tendencia a huida masiva, aunque ésta si se dio en algunos casos. También es más frecuente el uso de listas.
En una publicación del Ejército de Guatemala, se reportan sesenta masacres que habrían sido perpetradas por el EGP, y aduce que las mismas fueron en su mayoría ignoradas por los informes REHMI y de la Comisión para el Esclarecimiento Histórico.. También se reporta que a mediados de 1982, 32 miembros del «Frente Guerrillero de la Estrella» fueron fusilados por no izar la bandera del EGP.  La mayor parte de las veces las víctimas fueron hombres, aunque en algunas ocasiones las muertes tuvieron también un carácter indiscriminado. Las mujeres fueron víctimas en la mitad de las masacres de la guerrilla, en menor medida, se describe la muerte de niños o de ancianos. En los relatos de las víctimas se denuncian también atrocidades y quema de casas cometidas en 5 masacres. Como consecuencia de esas masacres guerrilleras se produjo un aumento de la colaboración de la población con el Ejército y el refuerzo de las PAC. Sin embargo, en algunas ocasiones esas comunidades sufrieron también posteriormente nuevas masacres a manos del Ejército (como Chacalté en 1985).
No se reportan masacres perpetradas por las Fuerzas Armadas Rebeldes ni por el Partido Guatemalteco del Trabajo ya que estos no actuaron en la Franja Transversal del Norte.
| No. | Lugar                                                                  | Departamento  | Fecha                 | Motivación |
| --- | ---------------------------------------------------------------------- | ------------- | --------------------- | --- |
| 1   | Xalbal (aldea), Microrregión 7 (finca), Ixcán                          | Quiché        | mayo de 1975          | Surgimiento a la luz pública del EGP, con el asesinato de un comisionado militar. |
| 2   | Calapté, Uspantán                                                      | Quiché        | 17 de febrero de 1982 | Perpetrada por el EGP el 17 de febrero de 1982 en la aldea; hubo 42 víctimas mortales, que fueron asesinados a machetazos.                                                                                      |
| 3   | Salacuín                                                               | Alta Verapaz  | mayo de 1982          | El EGP incursionó en la aldea, en donde arrasaron la localidad y asesinaron a veinte campesinos. |
| 4   | El Conguito (caserío), Las Pacayas (aldea), San Cristóbal Verapaz      | Alta Verapaz  | 1981                  | |
| 5   | Sanimtakaj (aldea), San Cristóbal Verapaz                              | Alta Verapaz  | 1980                  | |
| 6   | San Miguel Sechochoch (finca), Chisec                                  | Alta Verapaz  | marzo de 1982         | |
| 7   | Chacalté, Chajul                                                       | Quiché        | 1982-06               | Ataque contra la «banda reaccionaria» de las PAC de Chacalté, que recién se habían formado en marzo y eran fieles al ejército tras desengañarse de las promesas de la guerrilla. Resultó en 55 civiles muertos. |
| 8   | San Miguel Acatán (pueblo), San Miguel Acatán                          | Huehuetenango | Desconocida           | |
| 9   | Santa Cruz del Quiche (ciudad), Santa Cruz del Quiché                  | Quiché        | julio de 1982         | |
| 10  | Chuacaman (caserío), El Carmen Chitatul (aldea), Santa Cruz del Quiché | Quiché        | diciembre de 1982     | |
| 11  | La Estancia(aldea), Santa Cruz del Quiché                              | Quiché        | agosto de 1981        | |
| 12  | Xesic (aldea), Santa Cruz del Quiché                                   | Quiché        | 1981                  | |
| 13  | Patzité (pueblo)                                                       | Quiché        | septiembre de 1981    | |
| 14  | Lancetillo (aldea), Uspantán                                           | Quiché        | septiembre de 1982    | |
| 15  | La Taña (aldea), Uspantán                                              | Quiché        | marzo de 1982         | |
| 16  | Tzununul (aldea), Sacapulas                                            | Quiché        | febrero de 1982       | |
| 17  | Salinas Magdalena (aldea), Sacapulas                                   | Quiché        | agosto de 1982        | |
| 18  | Rosario Monte María (aldea), Chicamán                                  | Quiché        | octubre de 1982       | |

#### Masacre de Chisec en 1995
Otra masacre en la Franja Transversal del Norte ocurrió en la comunidad Aurora 8 de Octubre que se encuentra entre los municipios de Chisec y Cantabal] y en donde en octubre de 1994 refugiados retornados llegaron a la finca Xama'n, finca había sido propiedad del expresidente general Kjell Eugenio Laugerud. Los refugiados negociaron su llegada con las cuarenta familias que habitaban la finca y la compartieron con ellas. En su mayoría, los refugiados de la cooperativa son de los pueblos Kekchí, Mam, Kajobal e Ixil; los miembros de la cooperativa Aurora 8 de Octubre huyeron de la violencia política que azotó Guatemala en los años 80. De acuerdo con el propio ejército, en aquellos años la estrategia contrainsurgente de "tierra arrasada" llevó a la destrucción de 440 aldeas.
El 5 de octubre de 1995, a mediodía, una patrulla del ejército entró a los terrenos de la cooperativa y luego de breves palabras con los pobladores, abrió fuego, matando ahí mismo a 10 personas dos mujeres, dos niños y seis hombres e hiriendo por lo menos a otras 13. La masacre fue la más grave ocurrida en el país desde la matanza de 13 indígenas en Santiago Atitlán, Sololá, en 1990.
Aunque las versiones sobre la masacre varían, todas coinciden en los elementos más importantes: 26 soldados entraron en los terrenos pertenecientes a la cooperativa y luego de un intercambio de palabras empezaron a disparar. El 8 de octubre, el ministro de Defensa, general Mario René Enríquez, renunció de su cargo y el presidente Ramiro de León Carpio nombró en su lugar al general Marco Antonio González Taracena, que fungía como jefe del Estado Mayor de la Defensa Nacional y era el representante del ejército en las negociaciones de paz. Fuentes oficiales que se consideraban de la línea modernizante o "renovadora" del ejército consideraron que la matanza de Chisec fue el producto de una política equivocada de la línea dura del ejército quienes no estaban de acuerdo con el proceso de paz y apoyaban a los agroexportadores en sus críticas, ya que ellos mismos eran parte del grupo agroexportador y tenían intereses económicos muy poderosos en la Franja Transversal del Norte, de la que Chisec es parte.
El 8 de octubre de 1995, la Premio Nobel de la Paz, Rigoberta Menchú, anunció que los pobladores de la cooperativa donde ocurrió la matanza la han nombrado como acusadora formal ante los tribunales de justicia que van a conocer del caso. El suceso conmovió tanto al país que durante la noche del 9 de octubre abundaron los rumores de un posible golpe de Estado y las radios informaban sobre movimientos de tanques en la capital y en la carretera al Atlántico.

#### Mapa de masacres y proyectos en la Franja Tranversal del Norte

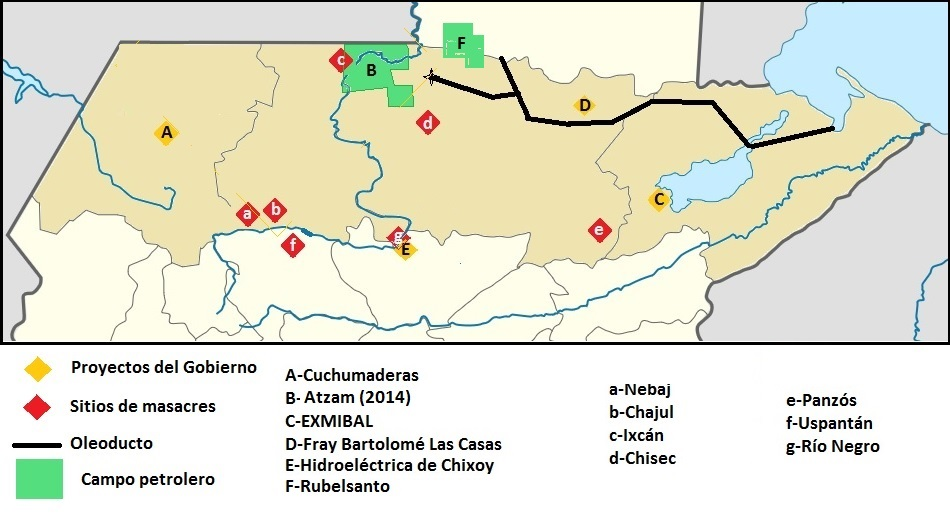
Mapa que muestra la ubicación de los más importantes proyectos que el gobierno guatemalteco estaba ejecutando en la Franja Transversal del Norte, y los lugares en donde ocurrieron masacres en la misma región.

### Quema de la Embajada de España en Guatemala

#### Antecedentes
A finales de enero de 1980, un grupo de indígenas se movilizó a la Ciudad de Guatemala para protestar por sus condiciones de vida, secundado por el Comité de Unidad Campesina, la Coordinadora de Pobladores, obreros, cristianos y estudiantes de secundaria y universitarios, miembros del Frente Estudiantil Robin García, con el fin de llamar la atención al mundo sobre las deficientes condiciones de trabajo en el área rural de El Quiché y los abusos que cometía el ejército guatemalteco del gobierno del presidente general Fernando Romeo Lucas García para imponer dichas condiciones. En especial, la represión contra la población civil, estuviese ésta adherida o no a los grupos insurrectos en el área.

#### El hecho
| Documental fílmico «Ni uno vivo» Guatemala 31 de enero de 1980: \| Secciones \| Descripción \| \| ----------------------------------------------------------- \| -------------------------------------------------------------------------------------------------------------------------------------------------------------------------------------------------------------------------- \| \| Ni uno vivo: Tragedia en la Embajada de España en Guatemala \| Documental sobre los hechos acontecidos el 31 de enero de 1980 en la Embajada de España en Guatemala. Presenta entrevistas con los principales participantes, entre sobrevivientes y periodistas que cubrieron los hechos. \| | |
| Secciones | Descripción |
| Ni uno vivo: Tragedia en la Embajada de España en Guatemala | Documental sobre los hechos acontecidos el 31 de enero de 1980 en la Embajada de España en Guatemala. Presenta entrevistas con los principales participantes, entre sobrevivientes y periodistas que cubrieron los hechos. |

De acuerdo con datos históricos, cerca del mediodía del jueves 31 de enero se reunían en la sede diplomática española el exvicepresidente de Guatemala, Eduardo Cáceres Lehnhoff, el excanciller y miembro de la Corte Internacional de Justicia de La Haya Adolfo Molina Orantes y el jurista Mario Aguirre Godoy con el embajador de ese entonces, Máximo Cajal López. Los exfuncionarios y el jurista guatemaltecos visitaban al embajador por una celebración próxima del Instituto de Cultura Hispánica, cuando irrumpieron aproximadamente 30 campesinos de El Quiché acompañados de líderes universitarios y guerrilleros, quienes anunciaron que ocuparían la sede diplomática, para solicitar la intervención de la misma en los sucesos que estaban ocurriendo del noroccidente del país.  De acuerdo a las versiones del gobierno guatemalteco de entonces, el embajador Cajal habría convocado a la reunión con los prestigiosos profesionales guatemaltecos para aprovechar su presencia en la embajada al momento de que el grupo campesino ocupara las instalaciones, confiando en que las autoridades respetarían el derecho internacional y la integridad de la sede diplomática.
Al presentarse las fuerzas de seguridad, rápidamente irrumpieron en las instalaciones, forzando a los ocupantes y a los rehenes a refugiarse en una habitación que se encontraba en el segundo nivel del edificio que ocupaba entonces la embajada española.  Tras un intenso asedio, se inició el incendio. El origen del incendio es también discutido: por un lado, los representantes de la izquierda guatemalteca indican que las llamas fueron provocadas por lanzallamas y por el uso de fósforo blanco, mientras que el gobierno guatemalteco enfatizó que los ocupantes de la embajada se inmolaron con las bombas molotov que llevaban al momento de ocupar las instalaciones.

A los cuerpos de socorro no se les permitió la entrada para sofocar el incendio, hasta que este prácticamente se consumió por sí solo.

### Masacre de Las Dos Erres
Entre el 6 y el 8 de diciembre de 1982, ocurrió la masacre de Las Dos Erres: el parcelamiento «Las Dos Erres», en La Libertad, (Petén, fue fundado en 1978, en el contexto de la distribución gratuita de tierras fiscales por parte del gobierno de Lucas García; la agencia gubernamental FYDEP (Fomento y Desarrollo Económico de Petén) autorizó repartir cien caballerías de tierras fiscales a Federico Aquino Ruano y Marcos Reyes, para repartirlas en lotes de una, dos y cinco caballerías a quienes lo solicitaran.  En esta zona se encontró petróleo y posteriormente se instalaría la refinería de la compañía trasnacional Basic Resources.
A principios de 1982, varios miembros de la insurgente Fuerzas Armadas Rebeldes (FAR) realizaron actos de presencia en la zona. A mediados de ese año, en septiembre se produjo una emboscada a las unidades militares, asesinando a 17 soldados, confiscándole el armamento y equipo militar, lo hizo que se intensificara la presencia militar. Ante esta situación, el ejército organizó la Patrulla de Autodefensa Civil en «Las Dos Erres». Ante la negativa de los habitantes de Las Dos Erres, que solo accedió a defender su propia comunidad, el ejército comenzó a difundir que los habitantes de esta aldea eran guerrilleros. De acuerdo a los reportes de la Comisión para el Esclarecimiento Histórico y de la Corte Iberoamericana de los Derechos Humanos, entre el 6 y el 8 de diciembre de ese año, cincuenta y ocho militares de las fuerzas de élite kaibil cercaron la comunidad y asesinaron a sus ocupantes, enterrándolos a todos en un pozo.

### Masacre de El Aguacate
En mayo de 2013 fue detenido en la Ciudad de Guatemala Fermín Solano Barillas, quien durante la guerra civil utilizó el pseudónimo de “Subteniente David” y pertenecía a la Organización Revolucionaria del Pueblo en Armas (ORPA) por su presunta vinculación con la denominada «masacre de El Aguacate», perpetrada el 24 de noviembre de 1988 por una decena de guerrilleros del frente «Javier Tambriz» de la ORPA. Al mando del «Subteniente David», los guerrilleros asesinaron a 21 campesinos de la aldea «El Aguacate», en el departamento de Chimaltenango; un día antes, el mismo grupo guerrillero había asesinado a un «comisionado militar», quien había descubierto un escondite con armas. Los antiguos comandantes de la ORPA reconocieron su responsabilidad en esa matanza ante la Comisión para el Esclarecimiento Histórico de las Naciones Unidas.  
La denuncia por esa matanza, que fue la primera que prosperó en contra de un antiguo grupo guerrillero, fue presentada ante la Fiscalía de Guatemala en febrero de 2012 por el Grupo de Apoyo Mutuo (GAM), que consideraba responsables a tres excomandantes rebeldes.

### Listado general de masacres en otros departamentos
La lista proviene del informe REHMI y sólo se presentan casos que también están documentados en el informe de la Comisión para el Esclarecimiento Histórico.
| No. | Lugar                                             | Departamento | Fecha                   | Motivación | Perpetrador  |
| --- | ------------------------------------------------- | ------------ | ----------------------- | --- | ------------ |
| 1   | Río Negro (aldea), Rabinal                        | Baja Verapaz | 1982-02-13              | Desalojo forzoso de la aldea para iniciar el llenado del embalse de la Represa de Chixoy; se había intentado un desalojo pacífico y una indemnización que no fue satisfactoria para los habitantes del lugar. | FAG, CM, PAC |
| 2   | Sacuchum Dolores (aldea), San Pedro Sacatepéquez  | San Marcos   | 1982                    | En 1972 se instaló en la zona la Organización del Pueblo en Armas (ORPA) iniciando el reclutamiento de colaboradores locales para formar su base social. A partir de 1979, cuando la ORPA sale a la luz pública, y estableció un campamento en el cerro El Tumbador, ubicado entre el municipio de El Tumbador y la aldea San Francisco El Tablero, municipio de San Pedro Sacatepéquez. El 1.º de enero de 1982 ocurre un enfrentamiento entre la ORPA y el ejército, el cual se saldó sin bajas; sin embargo, el ejército regresó el 3 de enero, ocupó la aldea y capturó a decenas de personas. Al terminar la ocupación, aparecieron muertas 47 personas. La persecución continuó contra autoridades de la aldea para que la información no se filtrara. Finalmente, el ejército tomó control del área. | FAG          |
| 3   | San José Sinaché, Zacualpa (pueblo), Zacualpa     | Quiché       | 24 de mayo de 1982      | En la década de los setenta miembros de la comunidad de San José Sinaché se organizaron en el Comité de Unidad Campesina (CUC). A finales de la década el Ejército Guerrillero de los Pobres (EGP) operó en la zona y algunos habitantes les proporcionaban alimentos. Como entre los habitantes maya k'iche' de San José Sinaché y las comunidades ladinas vecinas de Capuchinas y Chinique existían previamente conflictos étnicos y de tierra, los últimos los acusaron en el destacamento militar de Zacualpa de ser guerrilleros; así pues, en abril de 1982 el Ejército organizó la Patrulla de Autodefensa Civil (PAC) en San José Sinaché. Los patrulleros empezaron a reunirse cada ocho días para ponerse de acuerdo en cómo defenderse de "los Ejércitos" y decidieron no denunciar ni entregar a nadie aunque supieran que era miembro o colaborador de la guerrilla; sin embargo, para el Ejército la falta de denuncia y de colaboración era una constatación de que la población estaba con la guerrilla. El 24 de mayo, 40 soldados reunieron a los patrulleros del municipio de Zacualpa frente a la iglesia de San Antonio Sinaché; alrededor de ochocientos patrulleros de varias aldeas vecinas, entre otras, las comunidades ladinas de Chinique, Capuchinas, Rincón de los Leones, Zacualpa y de San José Sinaché asistieron 80 patrulleros. Allí, el teniente al mando ordenó a los patrulleros matar a 11 patrulleros de San José Sinaché, quienes se habían quejado de tener que patrullar. | FAG, PAC     |
| 4   | San Antonio Sinache (aldea), Zacualpa             | Quiché       | 16 de marzo de 1982     | El EGP operaba en la zona y algunos de los habitantes de esta comunidad indígena mantenían ciertos vínculos con el grupo guerrillero, pero nunca tuvieron armas ni fueron combatientes. El ejército atacó el pueblo el 16 de marzo, causando 108 víctimas civiles, aparte de más de un centenar de desplazados, en un afán de eliminar las condiciones de vida de la base social de guerrilla. | FAG          |
| 5   | San Antonio Sinache (aldea), Zacualpa             | Quiché       | 18 y 30 de mayo de 1982 | Segundo y tercer ataque conta San Antonio, esta vez contra los sobrevivientes y desplazados que habían retornado. Los abusos de los atacantes se describen con detalle en las referencias; en esta oportunidad, participaron también miembros de las PAC, comandados por ladinos. Entre ambos ataques, se contabilizado más de noventa fallecidos entre la población civil, además de numerosas víctimas de abusos contra la integridad física. | FAG, PAC     |
| 6   | Las Dos Erres (parcelamiento, aldea), La Libertad | Petén        | 7 de diciembre de 1982  | Ataque en la aldea tras un ataque de la guerrilla a un destacamento militar que dejó 17 militares muertos. La aldea, formada en 1978 tras una cesión de terrenos del gobierno, se había negado a formar parte de las PAC, resultando sospechosa para el ejército. | FAG, CM      |